# Rokoči
Rokoči je naselje u comuna Cetinje, Muntenegru. Conform datelor de la recensământul din 2003, localitatea are 54 de locuitori (la recensământul din 1991 erau 83 de locuitori).

## Demografie
În satul Rokoči locuiesc 51 de persoane adulte, iar vârsta medie a populației este de 53,7 de ani (47,6 la bărbați și 59,8 la femei). În localitate sunt 21 de gospodării, iar numărul mediu de membri în gospodărie este de 2,57.
|  |

| Demografie | Demografie | Demografie |
| An         | Locuitori  | Locuitori  |
| ---------- | ---------- | ---------- |
|            |            |            |
|            |            |            |
|            |            |            |
|            |            |            |
| 1948       | 267        |            |
| 1953       | 277        |            |
| 1961       | 231        |            |
| 1971       | 203        |            |
| 1981       | 118        |            |
| 1991       | 83         | 83         |
| 2003       | 54         | 54         |

| \| Componența etnică conform recensământului din 2003[2] \| Componența etnică conform recensământului din 2003[2] \| Componența etnică conform recensământului din 2003[2] \| Componența etnică conform recensământului din 2003[2] \| Componența etnică conform recensământului din 2003[2] \| \| ----------------------------------------------------- \| ----------------------------------------------------- \| ----------------------------------------------------- \| ----------------------------------------------------- \| ----------------------------------------------------- \| \| \| \| \| \| \| \| Muntenegreni \| Muntenegreni \| \| 48 \| 88,88% \| \| Sârbi \| Sârbi \| \| 2 \| 3,7% \| \| necunoscută \| necunoscută \| \| 2 \| 3,7% \| |              |  |    |        |
| Componența etnică conform recensământului din 2003 |              |  |    |        |
| |              |  |    |        |
| Muntenegreni | Muntenegreni |  | 48 | 88,88% |
| Sârbi | Sârbi        |  | 2  | 3,7%   |
| necunoscută | necunoscută  |  | 2  | 3,7%   |